# تویفورد، همپشر
تویفورد (به انگلیسی: Twyford) یک محله مدنی و روستا در بریتانیا است که در وینچستر واقع شده‌است. تویفورد ۱٬۴۵۶ نفر جمعیت دارد.